# TV-B-Gone

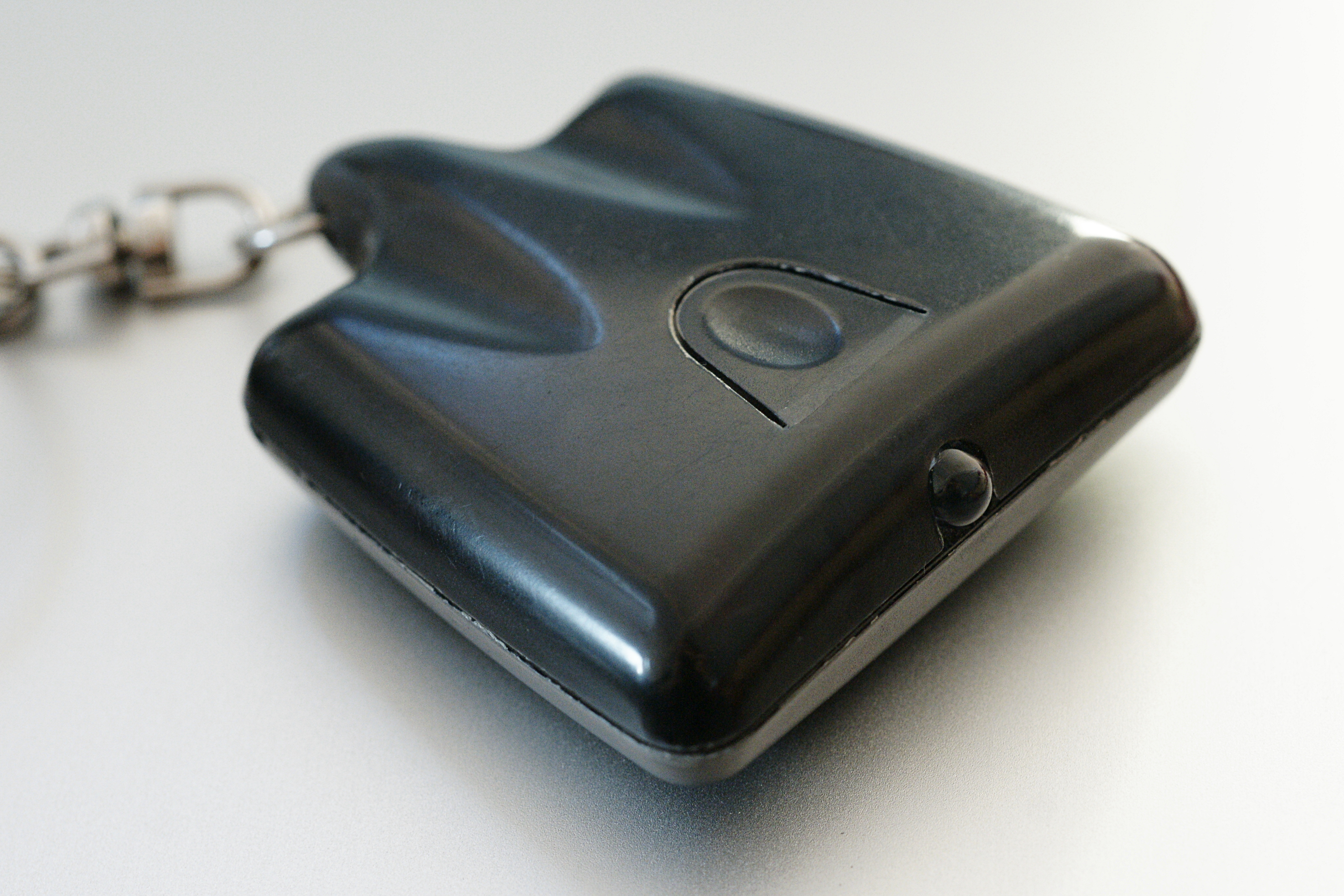
Eine TV-B-Gone-Fernbedienung

TV-B-Gone ist eine einfache Universalfernbedienung, deren einzige Funktion darin besteht, die Fernseher in der Nähe der Fernbedienung auszuschalten. Sie wurde erfunden, um es Menschen an öffentlichen Orten zu ermöglichen, den Störungen durch vorhandene Fernsehgeräte zu entgehen. Sein Erfinder Mitch Altman bezeichnete das Gerät daher als environmental management device. Es ist batteriebetrieben und kann am Schlüsselbund getragen werden. Abhängig von der herstellerspezifischen Kodierung schaltet es innerhalb von wenigen bis 69 Sekunden alle umliegenden Fernseher ab.

## Geschichte
TV-B-Gone wurde 2004 von Mitch Altman, einem Hacker, der als einer der Pioniere der virtuellen Realität angesehen wird, erfunden. Er vertreibt es über sein Unternehmen Cornfield Electronics. Bereits zu Beginn der 1990er Jahre hatte er angesichts der Tatsache, dass laufende Fernsehgeräte die Konzentration auf persönliche Gespräche stören können, die Idee zu einem solchen Gerät.

## Modelle und Bausätze

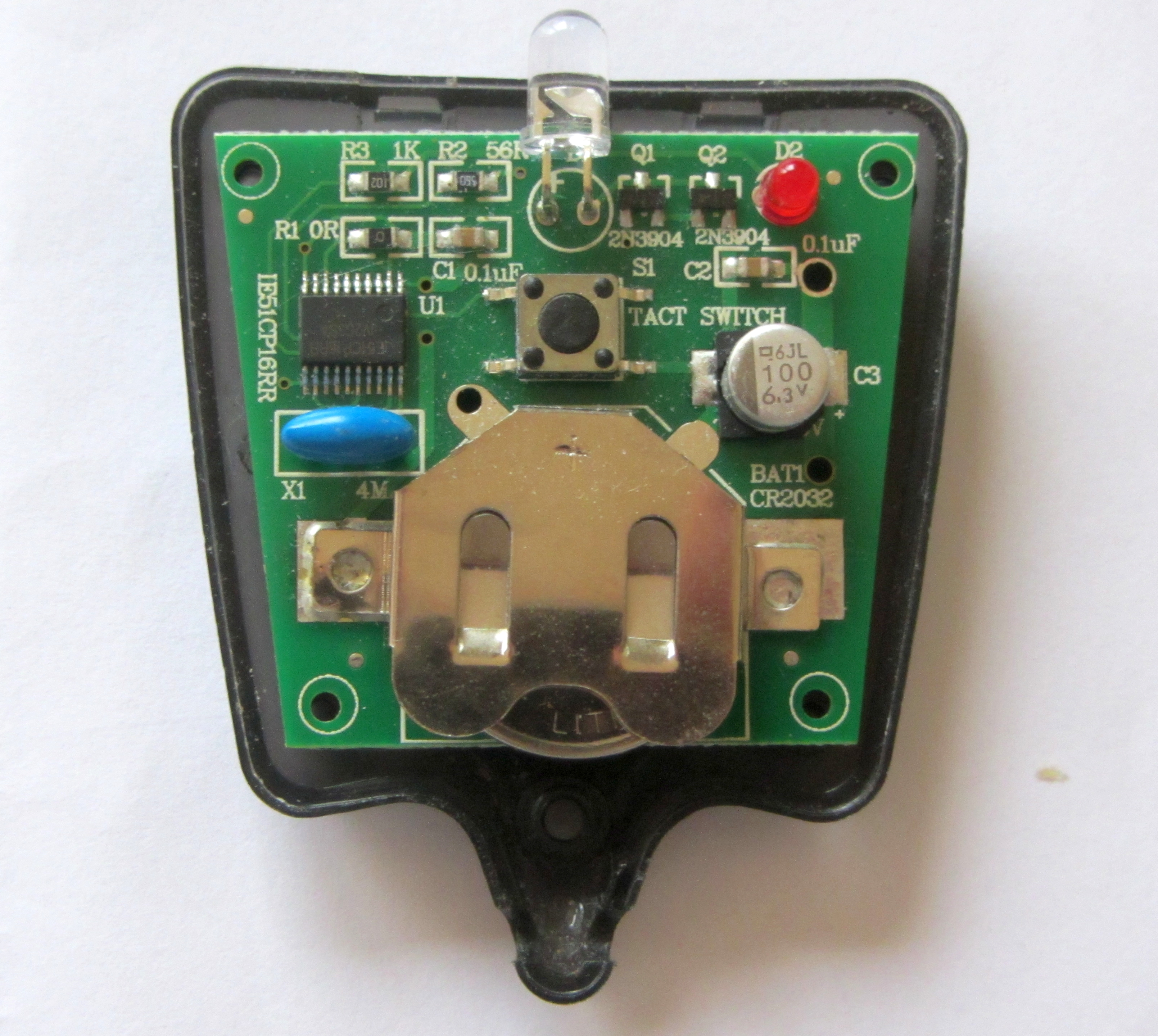
Eine TV-B-Gone-Fernbedienung, geöffnet

Das Standardmodell besteht aus einer Infrarot-LED, zwei Lithiumbatterien des Typs CR2032 und einem integrierten Schaltkreis, der die Datenbank für die Abschaltcodes enthält, umgeben von einer Plastikhülle. Das weiterentwickelte TV-B-Gone Pro SHP (Super High Power) ist wesentlich wirksamer, da es mit acht Infrarot-LEDs in der Lage ist, Fernseher aus einer Distanz von bis zu 100 Metern abzuschalten. TV-B-Gone Pro SHP kann zwischen der nordamerikanischen und der europäischen Datenbank umgeschaltet werden. Das Gerät kann als iPhone oder iPod nano getarnt werden, um Reaktionen der Umstehenden zu entgehen.
Bei verschiedenen Hacker-Tagungen veranstaltete Mitch Altman Workshops, durch die er die Teilnehmer in die Lage versetzte, sich ihre eigenen Geräte zu bauen. Etwa im Januar 2008 brachte Adafruit Industries einen Bausatz für eine Open-Source-TV-B-Gone-Fernbedienung heraus. Mitch Altman hatte zunächst ein Patent beantragt, dann aber die Bauanleitung als quelloffen freigegeben.

## Abgeleitete Projekte
Seit Dezember 2007 bietet das Open-Source-Projekt unzap ähnliche Hardware an, die sowohl mit einem USB-Port als auch einer Lernfunktion für neue Ausschaltcodes ausgestattet ist.